# Ordre de bataille lors de la seconde bataille de Bull Run
Ce qui suit est l'ordre de bataille des forces militaires en présence lors de la Seconde bataille de Bull Run, dite également Seconde bataille de Manassas qui eut lieu du 28 août au 30 août 1862 lors de la guerre civile américaine, appelée également guerre de Sécession.

## Grades
- Général = général d'armée,
- Lieutenant général = général de corps d'armée,
- Major général = général de division,
- Brigadier général = général de brigade

### Autre
- (b) = blessé
- mb = mortellement blessé
- † = tué

## Forces de l'Union
Les forces Nordistes, de 63 000 hommes sont composées de l’armée de Virginie commandée par le Major Général John Pope et d’unités détachées de l’armée du Potomac
Armée de Virginie
- 1e corps : major général Franz Sigel.
  - 1e division : brigadier général Robert Cumming Schenck, puis brigadier général Julius Stahel-Szamwald.
    - 1e brigade : brigadier général Julius Stahel-Szamwald, colonel A. Buschbeck.
    - 2e brigade : colonel Nathaniel Collins Mac Lean.

  - 2e division : brigadier général Adolph Wilhem von Steinwehr.
    - 1e brigade : colonel J. A. Kolter †, puis lieutenant colonel G. A. Mulleck.

  - 3e division : brigadier général Carl Schurz.
    - 1e brigade : brigadier général Henry Bohlen †, puis colonel Alexander Schimmelfennig.
    - 2e brigade : colonel Wladimir Kryzanowski.
    - Brigade indépendante : brigadier général Robert Huston Milroy.
    - Brigade de cavalerie : colonel J. Beardsley.
- 2e corps : major général Nathaniel Prentiss Banks. Seule la brigade de cavalerie prend part aux combats.
  - 1e division : brigadier général Alpheus Starkey Williams.
    - 1e brigade : brigadier général Samuel Wylie Crawford.
    - 3e brigade : brigadier général George Henry Gordon.

  - 2e division : brigadier général George Sears Greene.
    - 1e brigade : colonel Charles Candy, colonel J. H. Patrick.
    - 2e brigade : colonel M. Schlaudecker, colonel Thomas Brodhead van Buren.
    - 3e brigade : colonel J. A. Tait.
    - Brigade de cavalerie : brigadier général John Buford.
- 3e corps : major général Irwin Mac Dowell.
  - 1e division : brigadier général Rufus King, brigadier général John Porter Hatch, puis brigadier général Abner Doubleday.
    - 1e brigade : brigadier général John Porter Hatch, puis colonel T. Sullivan.
    - 2e brigade : brigadier général Abner Doubleday, puis colonel William Pratt Wainwright.
    - 3e brigade : brigadier général Marsena Rudolph Patrick.
    - 4e brigade : brigadier général John Gibbon.

  - 2e division : brigadier général James Brewerton Ricketts.
    - 1e brigade : brigadier général Abram Duryée.
    - 2e brigade : brigadier général Zealous Bates Tower, puis colonel William Henry Christian.
    - 3e brigade : brigadier général George Lucas Hartsuff, colonel J. W. Stiles.
    - 4e brigade : colonel J. Thoburn  (b).

  - 3e division (détachée du 5 corps de l'armée du Potomac) : brigadier général John Fulton Reynolds.
    - 1e brigade : brigadier général George Gordon Meade.
    - 2e brigade : brigadier général Truman Seymour.
    - 3e brigade : brigadier général Conrad Feger Jackson, colonel Martin Davis Hardin, puis colonel J. T. Kirk, puis lieutenant colonel Robert Anderson.
    - Brigade de cavalerie : brigadier général George Dashiell Bayard.
- Corps de réserve : brigadier général Samuel Davis Sturgis.
  - Brigade : brigadier général Absam Sanders Piatt.

Unités détachées de l'armée du Potomac
- 3e corps : major général Samuel Peter Heintzelman.
  - 1e division : major général Philip Kearny.
    - 1e brigade : brigadier général John Cleveland Robinson.
    - 2e brigade : brigadier général David Bell Birney.
    - 3e brigade : colonel Orlando Metcalfe Poe.

  - 2e division : major général Joseph Hooker, puis brigadier général Cuvier Grover.
    - 1e brigade : brigadier général Cuvier Grover, puis colonel Robert Cowdin.
    - 2e brigade : colonel Nelson Taylor.
    - 3e brigade : colonel Joseph Bradford Carr.
- 5e corps : major général Fitz John Porter.
  - 1e division : major général George Webb Morell.
    - 1e brigade : colonel Charles Wentworth Roberts.
    - 2e brigade : brigadier général Charles Griffin. Ne prend pas part aux combats.
    - 3e brigade : brigadier général Daniel Butterfield, colonel Henry Seymour Lansing, colonel H A. Weeks, puis colonel James Clay Rice.

  - 2e division : brigadier général George Sykes.
    - 1e brigade : lieutenant colonel Robert Christie Buchanan.
    - 2e brigade : lieutenant colonel W. Chapman.
    - 3e brigade : colonel Gouverneur Kemble Warren.
- 6e corps.
  - 1e division.
    - 1e brigade : brigadier général George William Taylor †, puis colonel H. W. Brown. Ne prend part aux combats que le 27 août.
- 9e corps : major général Jesse Lee Reno.
  - 1e division : major général Isaac Ingalls Stevens †, puis colonel Benjamin C. Christ.
    - 1e brigade : colonel Benjamin C. Christ, lieutenant colonel F. Graves.
    - 2e brigade : colonel D. Leasure, puis lieutenant colonel D. A. Leckey.
    - 3e brigade : colonel Addison Farnsworth, puis lieutenant colonel David Morrison.

  - 2e division : major général Jesse Lee Reno.
    - 1e brigade : colonel James B. Nagle.
    - 2e brigade : colonel Edward Ferrero.

  - Division de la Kanawha.
    - 1e brigade : colonel Eliakim Parker Scammon. Ne prend part aux combats que le 27 août.

## Forces de la Confédération
Les forces Sudistes, fortes de 54 000 hommes de l'Armée de Virginie du Nord sont commandées par  le général Robert Edward Lee.
- Corps du major général James Longstreet, (formant l'aile droite).
  - Division du major général Richard Heron Anderson.
    - brigade du brigadier général Lewis Addison Armistead.
    - Brigade du brigadier général William Mahone.
    - Brigade du brigadier général Ambrose Ransom Wright.

  - Division du brigadier général David Rumph Jones.
    - Brigade du brigadier général Robert Augustus Toombs, colonel Henry Lewis Benning.
    - Brigade du brigadier général Thomas Fenwick Drayton.
    - Brigade du brigadier général David Rumph Jones, colonel George Thomas Anderson.

  - Division du brigadier général Cadmus Marcellus Wilcox. 
    - Brigade du brigadier général Cadmus Marcellus Wilcox.
    - Brigade du brigadier général Roger Atkinson Pryor.
    - Brigade du brigadier général Winfield Scott Featherston, puis colonel Carnot Posey.

  - Division du brigadier général John Bell Hood.
    - Brigade du brigadier général John Bell Hood.
    - Brigade du brigadier général William Henry Chase Whiting, colonel Evander Mac Ivor Law.

  - Division du brigadier général James Lawson Kemper.
    - Brigade du brigadier général James Lawson Kemper, colonel Montgomery Dent Corse, puis colonel William Richard Terry.
    - Brigade du brigadier général Micah Jenkins, puis colonel J. Walker.
    - Brigade du brigadier général George Edward Pickett, colonel Eppa Hunton.
    - Brigade indépendante du brigadier général Nathan George Evans.
- Corps du major général Thomas Jonathan Jackson, (formant l'aile gauche).
  - Division du major général Thomas Jonathan Jackson, brigadier général William Booth Taliaferro, puis brigadier général William Edwin Starke.
    - 1e brigade : colonel William S.H. Baylor †, puis colonel A. J. Grisby  (b).
    - 2e brigade : major J. Seddon, colonel Bradley Tyler Johnson.
    - 3e brigade : colonel A. G. Taliaferro.
    - 4e brigade : brigadier général William Edwin Starke, colonel Leroy Augustus Stafford.

  - Division légère : major général Ambrose Powell Hill.
    - Brigade du brigadier général Lawrence O'Bryan Branch.
    - Brigade du brigadier général William Dorsey Pender.
    - Brigade du colonel Edward Lloyd Thomas.
    - Brigade du brigadier général Maxcy Gregg.
    - Brigade du brigadier général James Jay Archer.
    - Brigade du brigadier général Charles William Field, puis colonel J. M. Brockenbrough.

  - Division du major général Richard Stoddert Ewell, puis du brigadier général Alexander Robert Lawton.
    - Brigade du brigadier général Alexander Robert Lawton, puis colonel M. Douglass.
    - Brigade du brigadier général Isaac Ridgeway Trimble, puis capitaine W. F. Brown †.
    - Brigade du brigadier général Jubal Anderson Early.
    - Brigade du brigadier général Harry Thompson Hays, colonel H. Forno, puis colonel H. B. Strong.

  - Division de cavalerie: major général James Ewell Brown Stuart.
    - Brigade de cavalerie du brigadier général Beverly Holcombe Robertson.
    - Brigade de cavalerie du brigadier général Fitzhugh Lee.